# Terminus

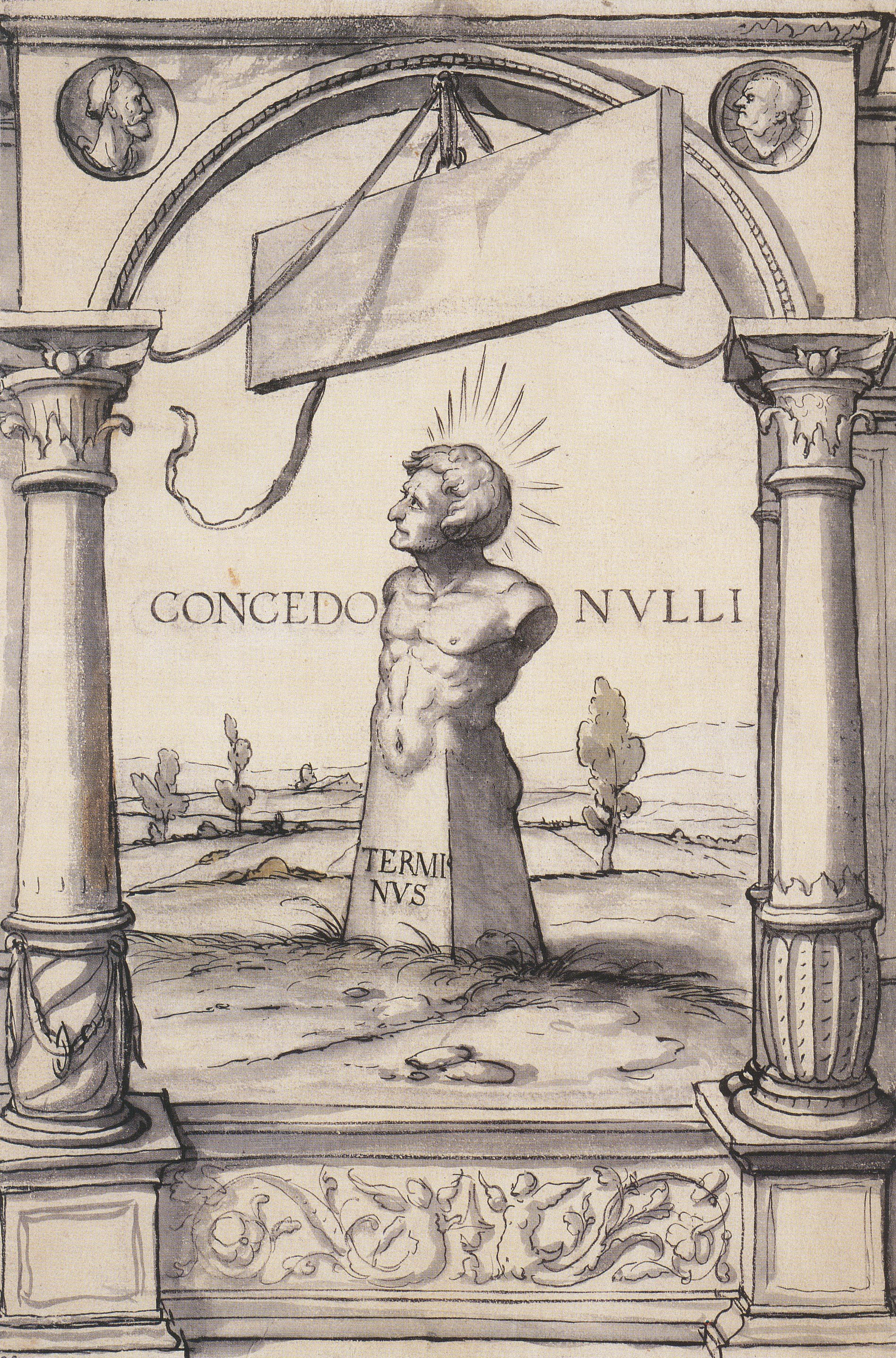
Terminus de Hans Holbein el Jove (Kunstmuseum, Basilea); el déu se solia representar sobre una fita al camp

Terminus era una antiga divinitat romana que tenia un santuari al Capitoli, dins del temple de Júpiter. La tradició diu que el seu culte va ser introduït a Roma pel rei sabí Titus Taci, igual que la majoria de divinitats agràries.
Terminus es venerava perquè era la divinitat que s'identificava amb els límits dels camps, i més endavant amb les fronteres. Essencialment era immutable. Es deia que quan es va construir el temple de Júpiter al Capitoli, les divinitats de les capelles que hi havia a l'indret escollit es van avenir a retirar-se i a cedir espai per a la construcció del santuari, excepte Terminus que s'hi negà, i els àugurs van determinar que s'inclogués el seu santuari dins del temple. però com que Terminus només es pot alçar sota el cel, van fer una obertura al sostre per a l'ús exclusiu del déu.
En honor seu se celebraven les Terminàlia, festes celebrades a la darreria de febrer. Eren festes de bon veïnatge en què s'aprofitava per revisar i santificar les fites dels camps de conreu. En aquests dies se celebraven sacrificis i un banquet, durant el qual s'entonaven himnes en honor del déu Terminus.